# Símbols de Tòquio

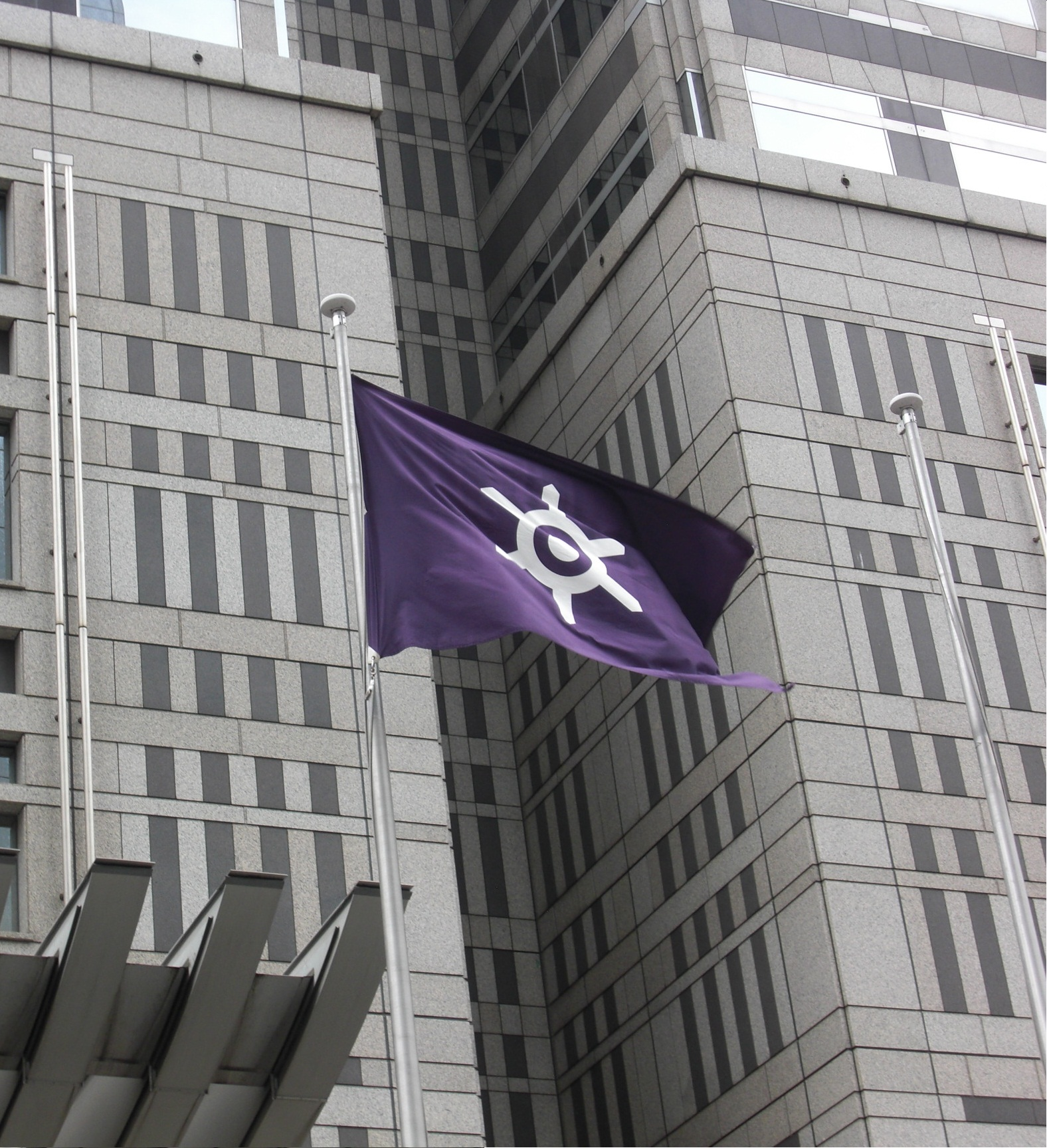
Bandera flamejant

La ciutat i metropolis de Tòquio, abans prefectura de Tòquio, disposa d'uns símbols metropolitans i uns símbols del govern metropolità que, per a diferenciar-se, tenen noms distints. Tant uns com altres són oficials, no obstant però, un és un mon i l'altre un símbol governamental. Es podria simplificar en que l'escut metropolità és com l'escut heràldic i distintiu de la ciutat i el símbol del govern metropolità és, simplement, un logotíp utilitzat per a respresentar el govern metropolità.

## Utilització
Tot i l'existència de quatres símbols (dos en la pràctica, si no contem les versions en bandera), cadascun dels símbols té la seua area d'aplicació i utilització. Els dos escuts i les seues corresponents banderes són símbols oficials de Tòquio. L'escut i la bandera metropolitana es fan servir en moments i ambients més formals. També es fan servir en els objectes històrics o tradicionals així com en els de llarga duració, com per exemple, les tapes del clavegueram.
Per altra banda, el símbol del govern metropolità i la seua corresponent bandera són utilitzades amb més freqüència, en llocs com la pàgina web o els trens i cotxes de línia públics operats pel govern metropolità.

## Escut metropolità

Escut de Tòquio

L'Escut metropolità de Tòquio (東京都紋章 Tōkyō-to Monshō) fou adoptat per l'assemblea de la ciutat de Tòquio el desembre de 1889 com a símbol de la ciutat i, posteriorment el 2 de novembre de 1943 va ser declarat de manera oficial com a escut heràldic de la prefectura de Tòquio amb la promulgació del decret metropolità número 46 (告示第464号). Es creu que va ser dissenyada per en Hiromoto Watanabe, regidor de l'ajuntament de Tòquio i alcalde.
L'escut es compon d'un sol amb sis raigs que representa el sol de la bandera del Japó amb un punt al mig que representa metafòricament a Tòquio en el centre del Japó. Com molts altres escuts japonesos, el seu color no està especificat. L'escut també pot esser interpretat com una forma estilitzada del segon kanji de la paraulta "Tòquio", tot i que això mai ha estat confirmat pel govern metropolità i no ix en la pàgina web ni als documents.

## Bandera metropolitana

Bandera de Tòquio

La bandera metropolitana de Tòquio (東京都旗 Tōkyō-to-ki) fou adoptada l'1 d'octubre de 1964 mitjançant el decret metropolità número 1042 (告示第1042号). La bandera es compon del tradicional escut metropolità al centre en un fons de color porpra d'estil Edo (江戸紫 Edo murasaki), el qual va ser un color molt popular a Edo, l'antic nom de Tòquio durant el període Edo. Aquest color és un dels colors tradicionals del Japó.
En l'actualitat, aquesta bandera és la que heraldicament representa a la metropolis de Tòquio i es pot vore en tots els edificis oficials així com en les dependencies oficials del edifici del Govern Metropolità de Tòquio i el governador de Tòquio.

## Símbol del Govern Metropolità de Tòquio

Símbol del govern metropolità

El símbol metropolità de Tòquio (東京都のシンボルマーク Tōkyō-to no Shinboru Māku) fou adoptat l'1 de juny de 1989 mitjançant el decret metropolità número 577 (告示第577号).
El disseny va ser triat pel Comité de Selecció del Símbol Metropolità de Tòquio (東京都シンボルマーク選考委員会) d'entre 20 candidatures. El disseny guanyador va ser el de Rei Yoshimura (レイ吉村), un dissenyador gràfic professional.
El símbol, d'un verd vibrant, consistix en tres arcs combinats per assemblar-se a una fulla de ginkgo, l'arbre oficial de Tòquio així com representa també un "T" de Tòquio.

## Bandera del Govern Metropolità de Tòquio

Bandera del govern metropolità

La bandera del símbol metropolità de Tòquio (東京都シンボル旗 Tōkyō-to Shinboru-ki) fou adoptada el 30 de setembre de l'any 1989 mitjançant el decret metropolità número 978 (告示第978号). Representa el símbol metropolità de Tòquio en color verd sobre un fons de color blanc.
Aquest bandera també es pot vore generalment a les instal·lacions oficials del govern metropolità així com als logotips oficials, i a diferència de l'alatra, aquesta només representa el govern i no la metropolis.

## Galeria

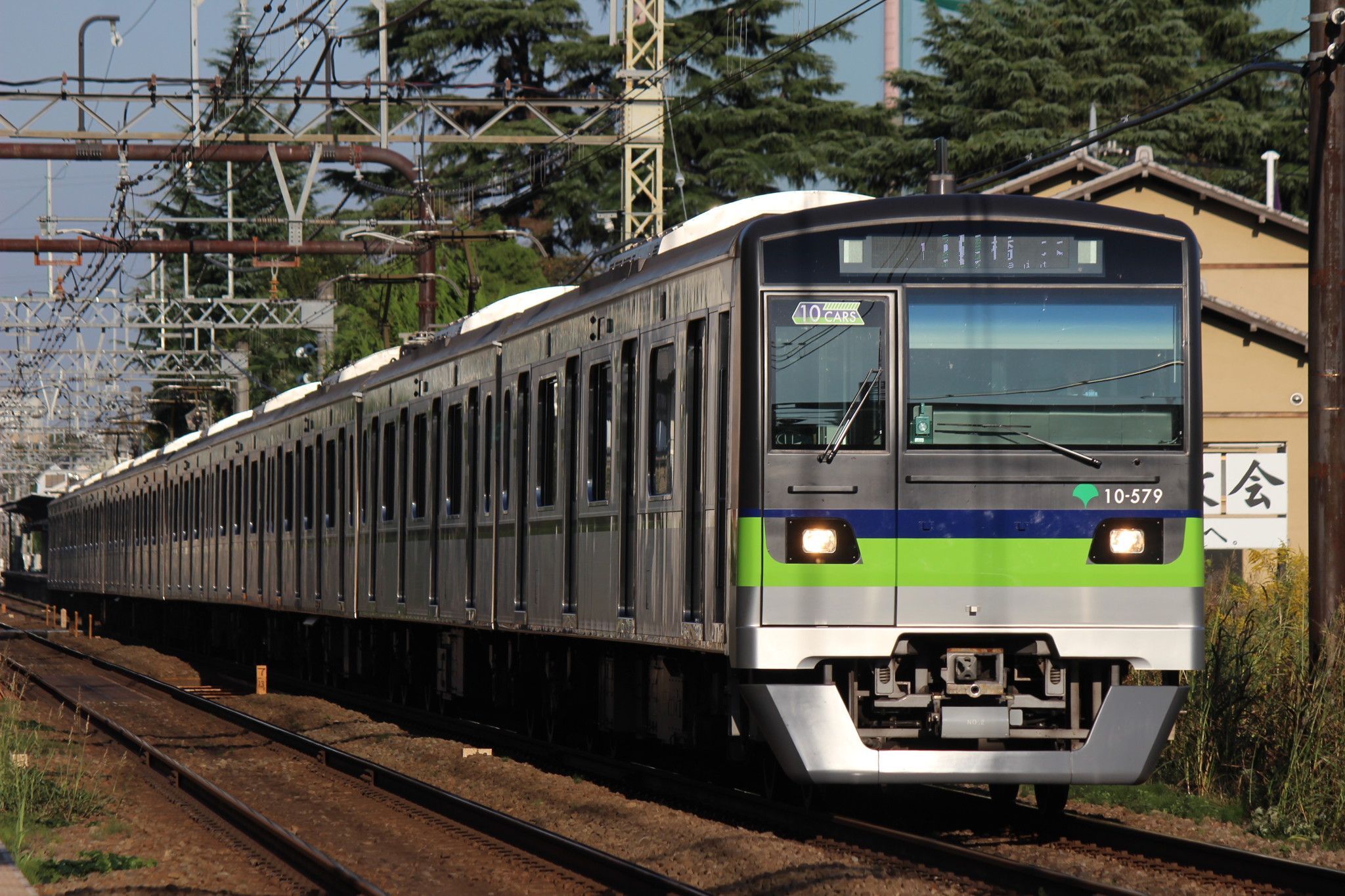
Tren del govern metropolità amb el símbol
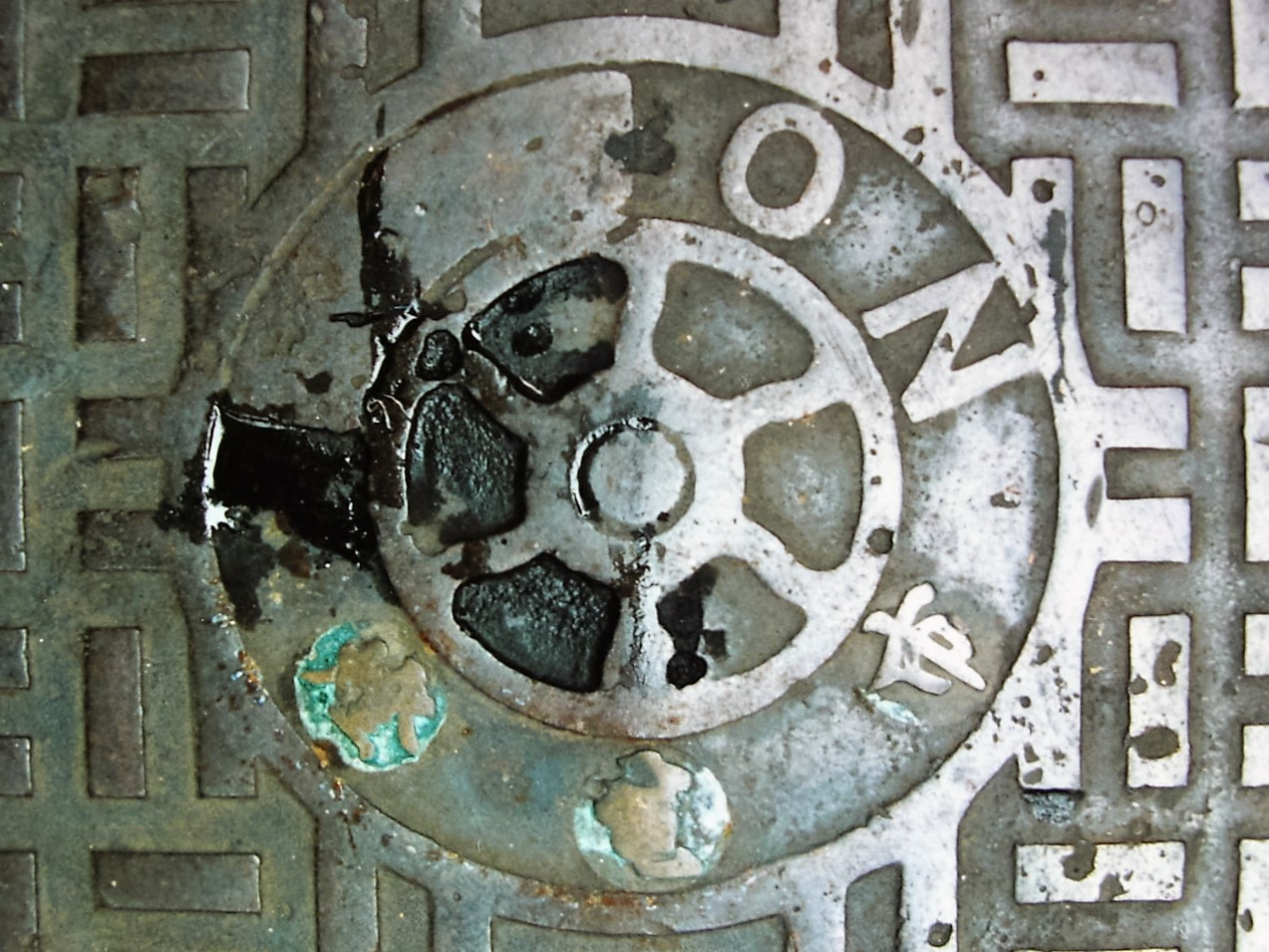
Escut metropolità al clavegueram
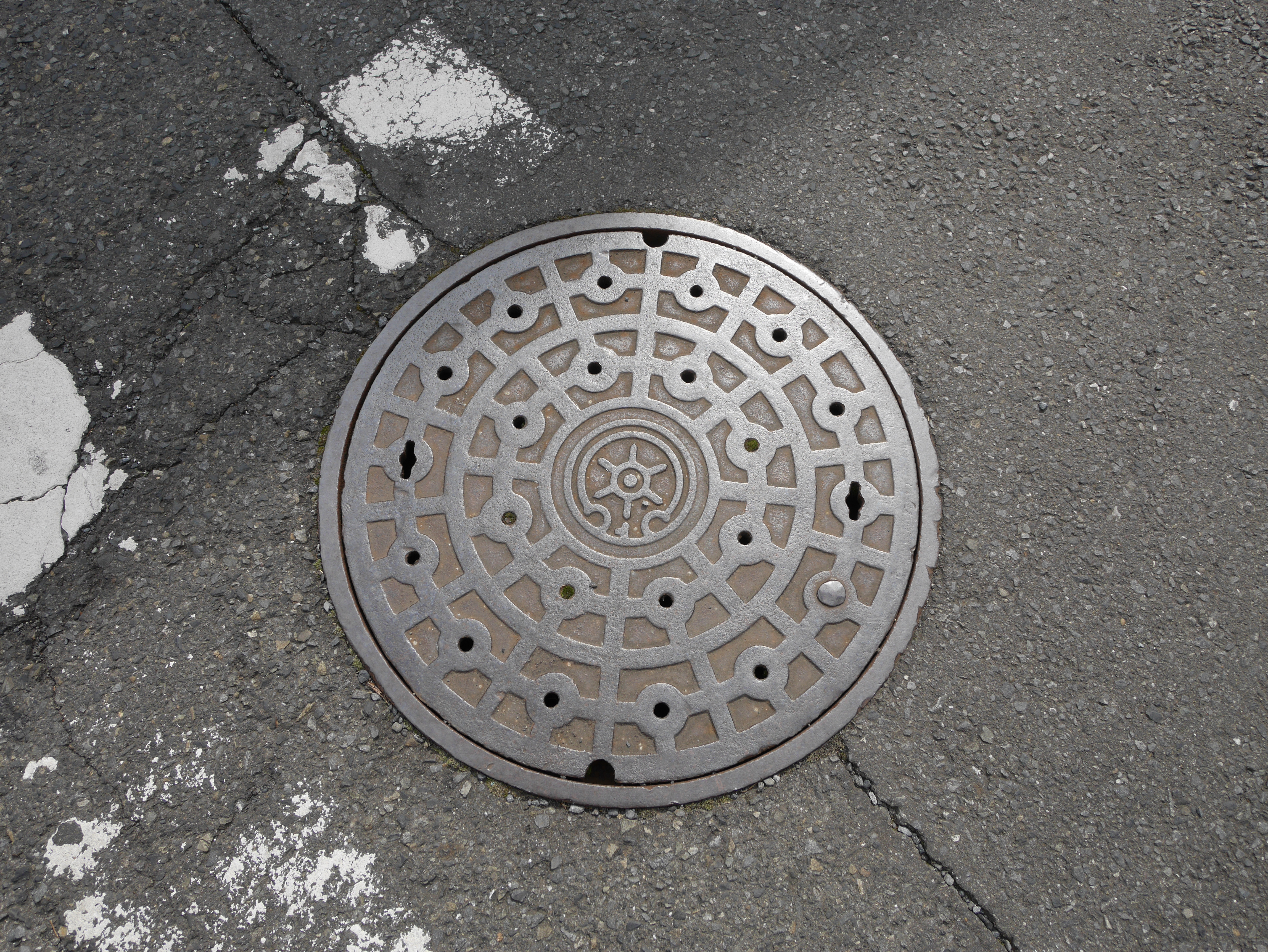
Tapes de clavegueram amb l'escut heràldic de Tòquio
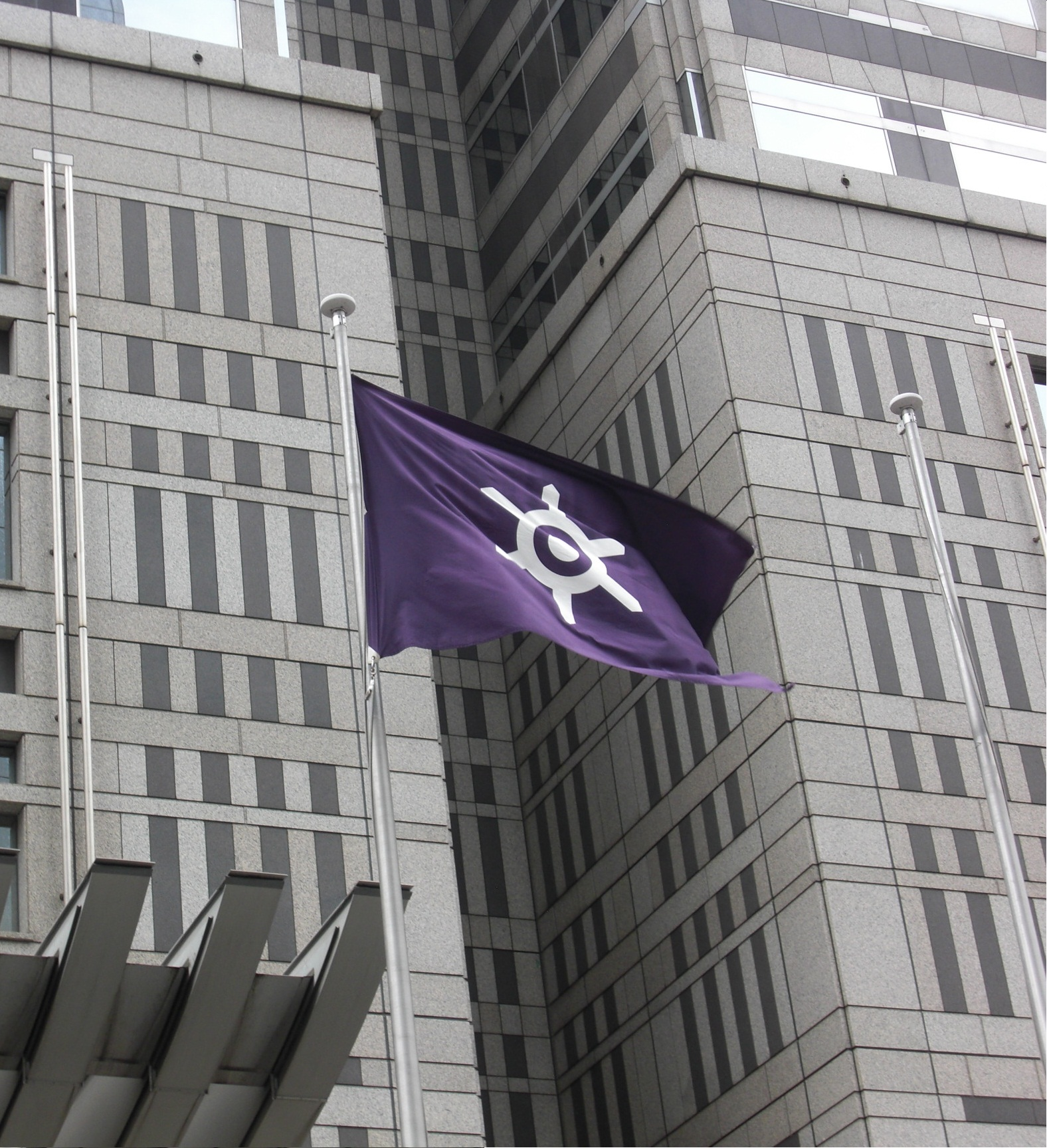
Bandera metropolitana a l'edifici del Govern Metropolità de Tòquio
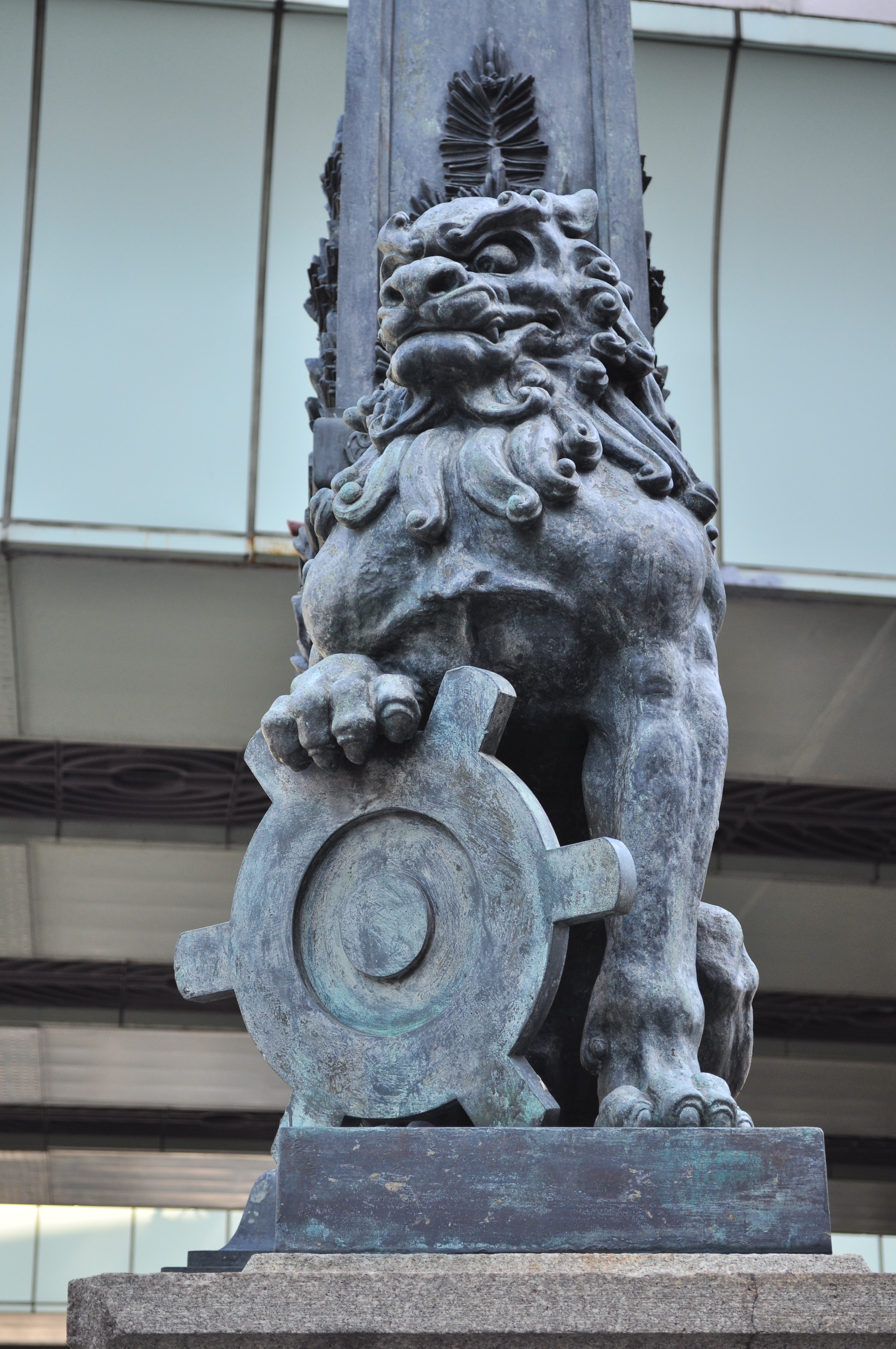
Lleó amb l'escut a Nihonbashi
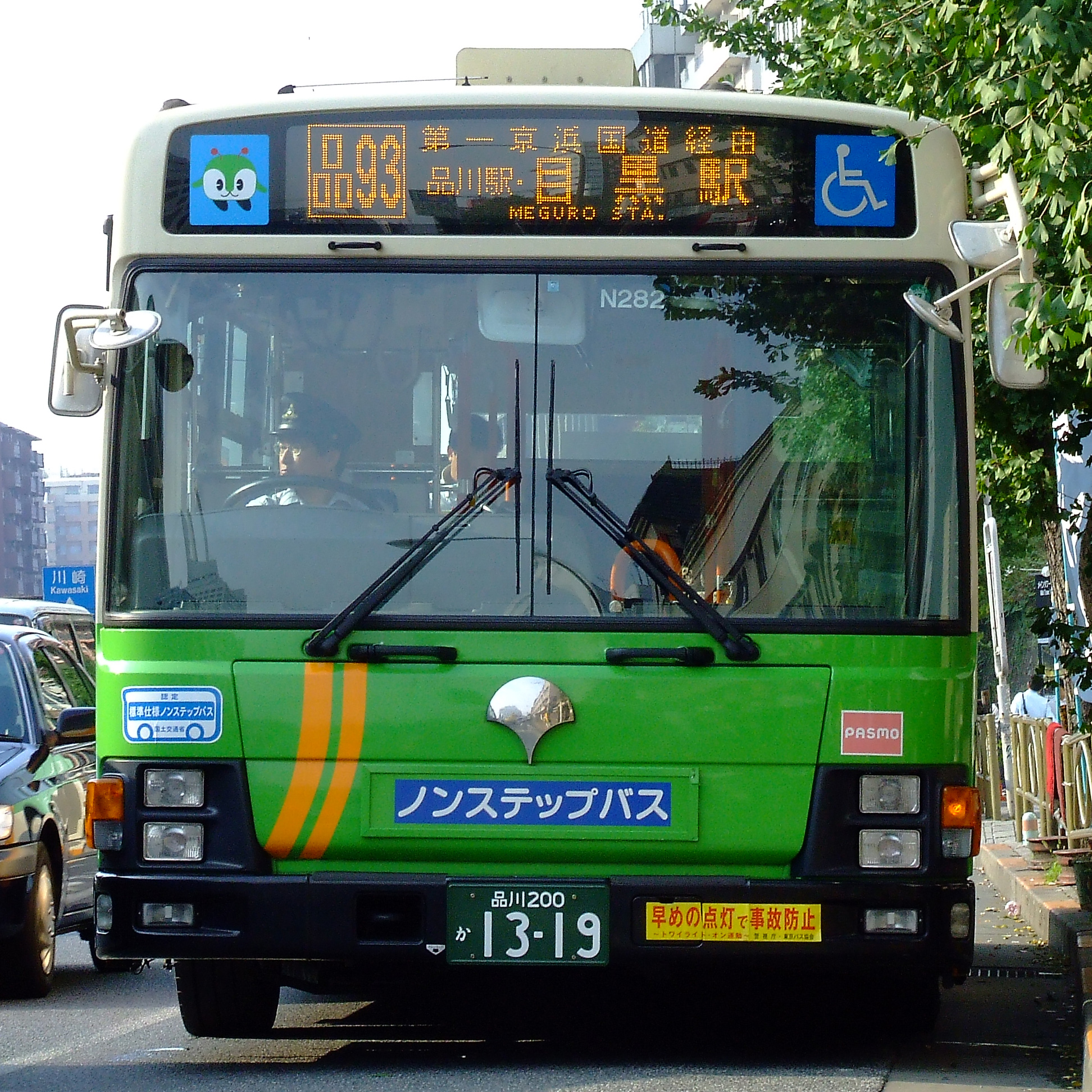
Cotxe de línea amb el símbol
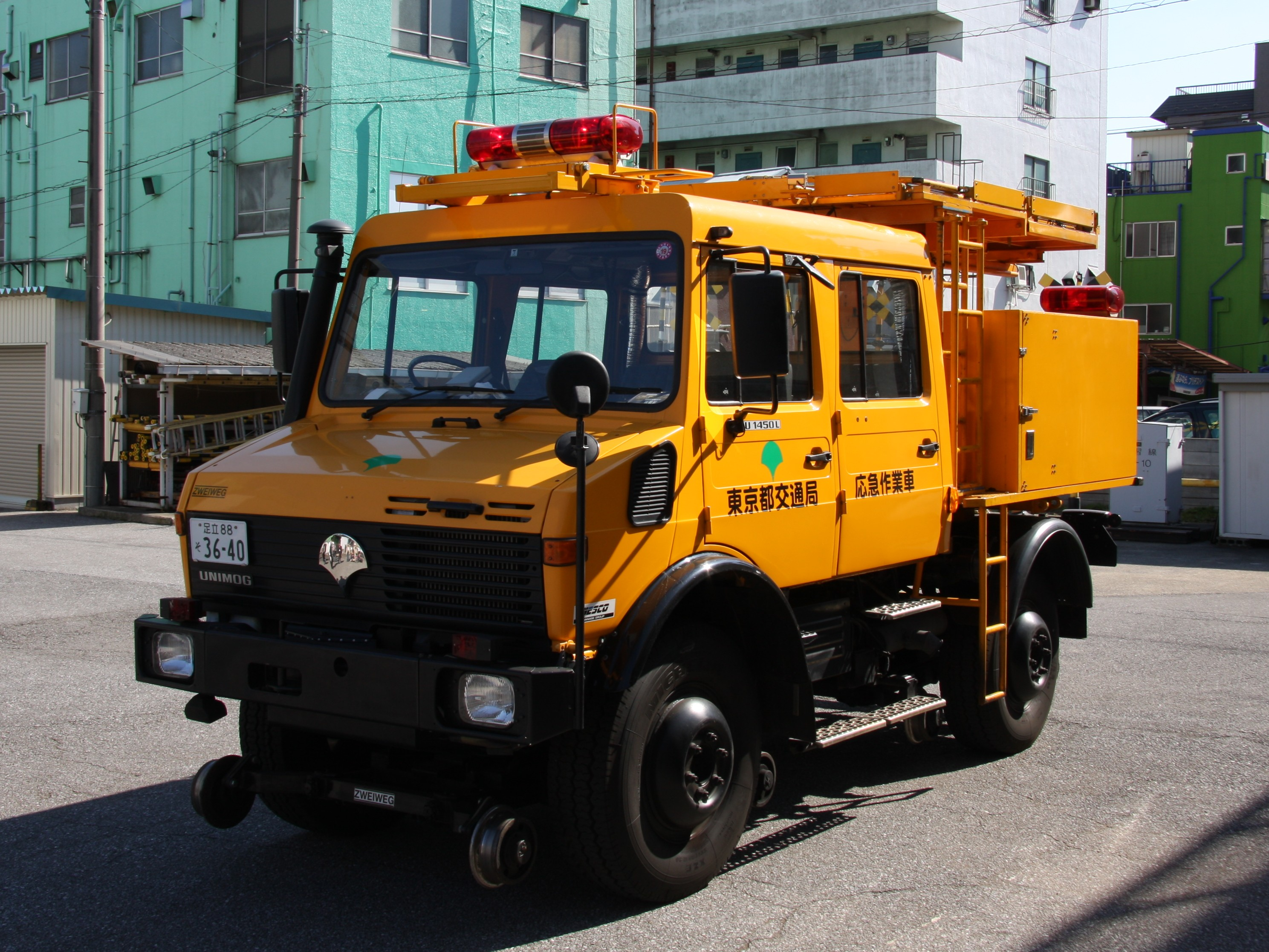
Vehícle del govern amb el símbol
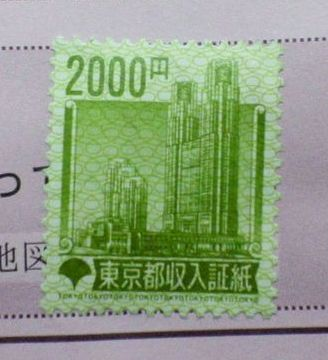
Segell metropolità amb el símbol